# Глізе 581 c
Глізе 581 c (англ. Gliese 581 c) — екзопланета планетної системи зірки Глізе 581. У системі виявлена другою, але серед відомих планет цієї системи третя від зірки. Відстань до Землі близько 20 світлових років. За своїми параметрами і ймовірним умовам екзопланети Глізе 581 c разом з Глізе 581 d дуже схожі на Землю.

## Історія відкриття
Планета Глізе 581 c виявлена 4 квітня 2007 року вченими Європейської південної обсерваторії, що працювали в обсерваторії Ла-Сілья у Чилі. Група використовувала 3,6-метровий телескоп-спектрограф, призначений спеціально для пошуку планет за методом Доплера.

## Фізичні характеристики

### Розміри і параметри орбіти
Дані про існування Глізе 581 c і її масу отримані методом вимірювання радіальної швидкості зірок (метод Доплера). Маса планети обчислювалася за невеликим періодичним переміщенням Глізе 581 навколо спільного центру мас зірки і планет. Оскільки таке «хитання» зірки Глізе 581 є загальним результатом впливу всіх планет у системі, то обчислення маси Глізе 581 c залежало від присутності інших планет. Використовуючи відому мінімальну масу першої виявленої планети Глізе 581 b і беручи до уваги існування Глізе 581 d, було встановлено, що Глізе 581 c має масу приблизно в 5 мас Землі.
Метод, застосований при виявленні планети, не дозволяє виміряти її радіус. Тому оцінки радіуса планети поки засновані на припущеннях. Якщо це скеляста планета з великим металевим ядром, то її радіус приблизно на 50 % більший від радіусу Землі. Якщо ж Глізе 581 c — крижана або водяниста планета-океан, то вона має бути трохи менше 2 розмірів Землі. Справжній розмір має бути між цими значеннями, обрахованими для моделей, описаних вище. Виходячи з цього, сила тяжіння на поверхні екзопланети становить приблизно 1,6 g.
Період обертання («рік») Глізе 581 c становить 13 земних днів. Планета віддалена від зірки на майже 11 млн км (Земля, для порівняння, знаходиться на відстані 150 млн км від Сонця). У результаті, попри те що зірка Глізе 581 майже втричі менша від нашого Сонця, на небі планети її рідне сонце виглядає у 20 разів більшим від нашого світила.
На Глізе 581 c через близькість до зірки досить відчутна дія припливних сил, тому вона може бути завжди повернена до зірки однією стороною або обертатися в резонансі (як Меркурій).

### Температура і поверхня
Знаючи світимість зірки Глізе 581 і враховуючи відстань до неї, можна вирахувати можливу температуру поверхні Глізе 581 c. Якщо альбедо (відбивна здатність поверхні) цієї планети близьке до альбедо Венери (0,65), то температура на ній має бути близько 3-5 ° С. При земному альбедо (0,36) середня температура екзопланети буде близько 40 °C. Фактична температура на поверхні також залежить від властивостей планетної атмосфери. Моделювання показує, що у Глізе 581 c є атмосфера, але її склад і властивості поки невідомі. Очікується, що реальні середні температури на планеті досить високі, наприклад, відповідне обчислення для «земної» атмосфери дає середню температуру в 17 °C. При цьому існує можливість того, що планета при своїй масі має потужну атмосферу з високим вмістом метану та вуглекислого газу і температура на поверхні набагато вища (до 100 °C) внаслідок парникового ефекту, як на Венері.
Глізе 581 c перебуває в межах зони, придатної для життя, тобто на ній цілком могла б існувати рідка вода. Проте нині немає прямих доказів існування на ній води. Метод спектрального аналізу міг би допомогти (як у випадку з HD 209458 b) в пошуках слідів водяної пари в планетній атмосфері, але тільки у тому випадку, якщо Глізе 581 c іноді проходить між своєю зіркою і нашою планетою, чого досі не виявлено.

## Майбутні дослідження
За своїми параметрами та умовами Глізе 581 c становить великий інтерес для майбутніх досліджень. Вона є однією з дуже «цінних» знахідок серед екзопланет, разом з планетою Глізе 581 d, яку відкрили пізніше у тій же планетній системі. Висловлюються припущення, що ця планета і її сестра Глізе 581 d, у далекій перспективі, теоретично, можуть бути важливим об'єктом майбутніх космічних міжзоряних місій.

## Послання з Землі
9 жовтня 2008 року в напрямку Глізе 581c надіслано потужний цифровий радіосигнал, який є часовою капсулою, яка містить 501 повідомлення, відібрані за конкурсом на сайті соціальної мережі Bebo. Повідомлення надіслано за допомогою радіотелескопа РТ-70 Державного космічного агентства України. Сигнал досягне планети Gliese 581c на початку 2029 року. Участь у проєкті AMFE (від англ. A Message from Earth — послання з Землі), який став першою у світі цифровою часовою капсулою, вміст якої обрала громадськість, взяли участь понад півмільйона людей, серед яких знаменитості та політики.

## Цікаві факти
«581 °C» — пісня естонської поп-співачки Лаури Пильдвере. Пісня отримала титул Радіо-хіт року на Щорічній премії естонскої поп-музики 2009 року.